# Пурегова
Пуре́гова (рос. Пурегова) — присілок у складі Махньовського міського округу Свердловської області.
Населення — 7 осіб (2010, 18 у 2002).
Національний склад населення станом на 2002 рік: росіяни — 100 %.